# Anthony Harvey
Anthony Harvey (* 3. Juni 1930 in London; † 23. November 2017 in Water Mill, Long Island) war ein britischer Filmregisseur und Filmeditor.

## Leben
Harvey spielte als Teenager in Caesar und Cleopatra die Rolle des jungen Königs Ptolemäus und widmete sich als Erwachsener zunächst dem Filmschnitt; so arbeitete er für Stanley Kubrick bei den Filme Lolita (1962) und Dr. Seltsam oder: Wie ich lernte, die Bombe zu lieben (1964). Sein Debüt als Regisseur gab er 1966 mit dem Film Dutchman. Zu seinem größten Erfolg wurde gleich sein zweiter Film 1968 Der Löwe im Winter mit Peter O’Toole und Katharine Hepburn in den Hauptrollen, der mit drei Oscars und zwei Golden Globe Awards ausgezeichnet wurde. Harvey selbst erhielt eine Oscar-Nominierung als bester Regisseur und wurde mit dem Directors Guild of America Award ausgezeichnet. Mit seinen folgenden Filmen konnte Harvey allerdings nicht mehr an diesen Erfolg anknüpfen.

## Filmografie

### Regie
- 1966: Dutchman
- 1968: Der Löwe im Winter (The Lion in Winter)
- 1971: Der verkehrte Sherlock Holmes (They Might Be Giants)
- 1973: Die Glasmenagerie (The Glass Menagerie, Fernsehfilm)
- 1974: Christina – Zwischen Thron und Liebe (The Abdication)
- 1976: The Disappearance of Aimee
- 1979: Spiel mit der Liebe (Players)
- 1979: Adlerflügel (Eagle’s Wing)
- 1980: Richards Erbe (Richard’s Things)
- 1981: Triumph der Liebe (The Patricia Neal Story)
- 1983: Obsession: Die dunkle Seite des Ruhms (Svengali)
- 1984: Grace Quigleys letzte Chance (The Ultimate Solution of Grace Quigley)
- 1994: Liebe ist nicht bloß ein Wort (This Can’t Be Love)

### Schnitt
- 1955: Der beste Mann beim Militär (Private’s Progress) – Regie: John Boulting
- 1957: Wenn zwei Hochzeit machen (Happy Is the Bride) – Regie: Roy Boulting
- 1958: Ausgerechnet Charlie Brown (Carlton-Browne of the F. O.) – Regie: Jeffrey Dell, Roy Boulting
- 1959: Junger Mann aus gutem Haus (I’m Allright, Jack) – Regie: John Boulting
- 1960: Die Millionärin (The Millionairess) – Regie: Anthony Asquith
- 1960: Zorniges Schweigen (The Angry Silence) – Regie: Guy Green
- 1962: Lolita – Regie: Stanley Kubrick
- 1962: Das indiskrete Zimmer (The L-Shaped Room) – Regie: Bryan Forbes
- 1963: Dr. Seltsam oder: Wie ich lernte, die Bombe zu lieben (Dr. Strangelove or How I learned to Stop Worrying and Love the Bomb) – Regie: Stanley Kubrick
- 1965: Der Spion, der aus der Kälte kam (The Spy Who Came In from the Cold) – Regie: Martin Ritt
- 1967: Flüsternde Wände (The Whisperers) – Regie: Bryan Forbes